# Albert Manthe
Albert August Karl Manthe, né le 18 août 1847 à Angermünde, arrondissement d'Angermünde (de) et mort le 4 février 1929 à Berlin, est un sculpteur allemand de l'école de sculpture de Berlin.

## Biographie
Albert Manthe étudie à l'académie prussienne des arts de Berlin, auprès d'August Julius Streichenberg, Hermann Schievelbein et Hugo Hagen. Il fait ensuite un voyage d'études à Londres, puis devient un sculpteur réputé de l'époque wilhelminienne. L'empereur lui commande, en particulier, le monument dédié à Jean-Cicéron de Brandebourg pour l'allée de la Victoire de Berlin, aujourd'hui disparue.
Albert Manthe est enterré au cimetière d'Angermünde.

## Quelques œuvres

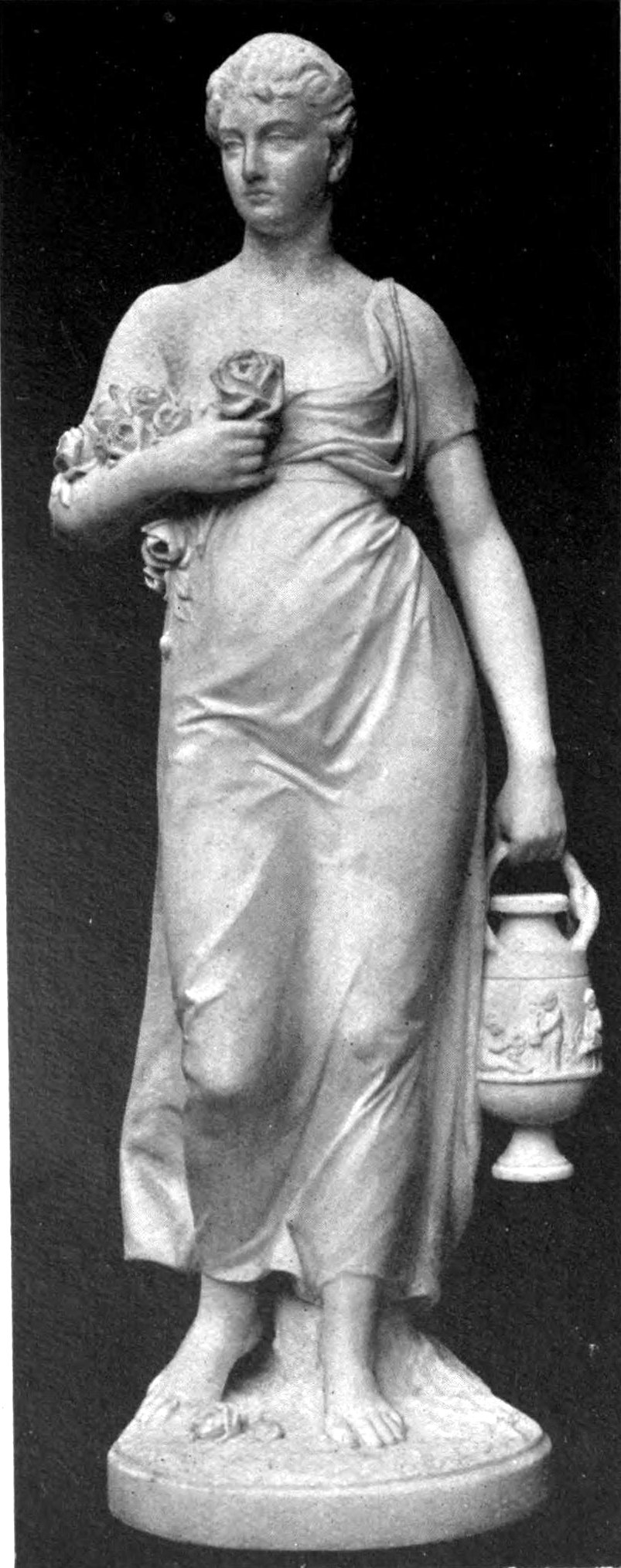
La Jardinière (1904)

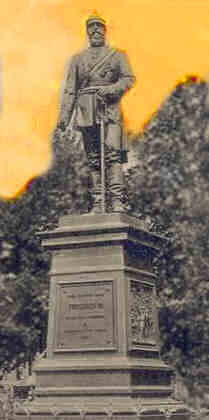
Statue de Frédéric III à Spandau (détruite)

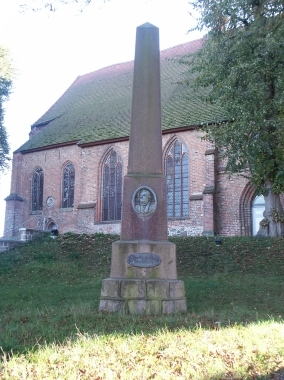
Obélisque de Luther à Schöneberg

- 1870, Berlin: statues de l'art de la guerre et des sciences naturelles  pour le château de Berlin, disparues
- 1876, Schwerin: statue d'Obodrite et de son destrier, devant le château
- 1879, Berlin-Schöneberg: buste de bronze du botaniste Karl Koch, pour sa tombe au cimetière Saint-Matthieu
- 1883, Schönberg (Mecklembourg): bas-relief de Luther devant l'église
- 1883, bas-relief du prince héritier Frédéric-Guillaume et de la princesse Victoria
- 1888, buste colossal en plâtre du jeune empereur Guillaume II
- 1890, buste de marbre du directeur des jardins de Berlin, Gustav Meyer, au parc de Treptow
- 1891, Angermünde:  monument aux morts des guerres de 1864, 1866, et 1870-1871, avec une statue de Guillaume Ier et de Frédéric III
- 1892, Spandau: statue de Frédéric III au nord du pont de Charlottenburg, réinstallée à Hakenfelde, et disparue  pendant la Bataille de Berlin
- 1892, Strasbourg d'Uckermark; obélisque avec les médaillons de Guillaume Ier et de Frédéric III
- 1892, Solingen: monument aux morts de la guerre franco-prussienne de 1870-1871 avec les statues de Guillaume Ier et de Frédéric III
- 1893, Weißwasser (Haute-Lusace): monument aux morts de la guerre franco-prussienne de 1870-1871 avec les statues de Guillaume Ier et de Frédéric III
- 1894, Berlin-Kreuzberg: médaillon de Louis Ackermann sur sa tombe au cimetière I de la paroisse de Jérusalem de Kreuzberg et buste en 1896 au même cimetière du prince Radolin, ancien ambassadeur prussien à Saint-Pétersbourg
- 1897, Berlin-Reinickendorf: statue de Guillaume Ier
- 1900, allée de la Victoire de Berlin, monument dédié à Jean-Cicéron de Brandebourg
- 1900, Heiligenbeil (province de Prusse-Orientale): statue de Guillaume Ier avec les médaillons de Bismarck, Roon et Moltke
- 1900, Stralsund: buste d'Ernst Moritz Arndt devant le lycée
- 1903-1910, Berlin: statues pour l'académie militaire Kaiser-Wilhelm
- 1903, Kreuzberg: statue de femme endeuillée pour la sépulture de Paul Collani
- 1904, La Jardinière, statue de marbre, collection particulière
- 1906, Angermünde: blason de la ville au fronton de l'hôtel de ville
- 1908, Berlin-Friedrichsfelde: sépulture d'Axel Finckelmann au cimetière central de Friedrichsfelde
- 1916, Kreuzberg: buste de bronze de Franz Späth au cimetière de Luisenstadt

## Source

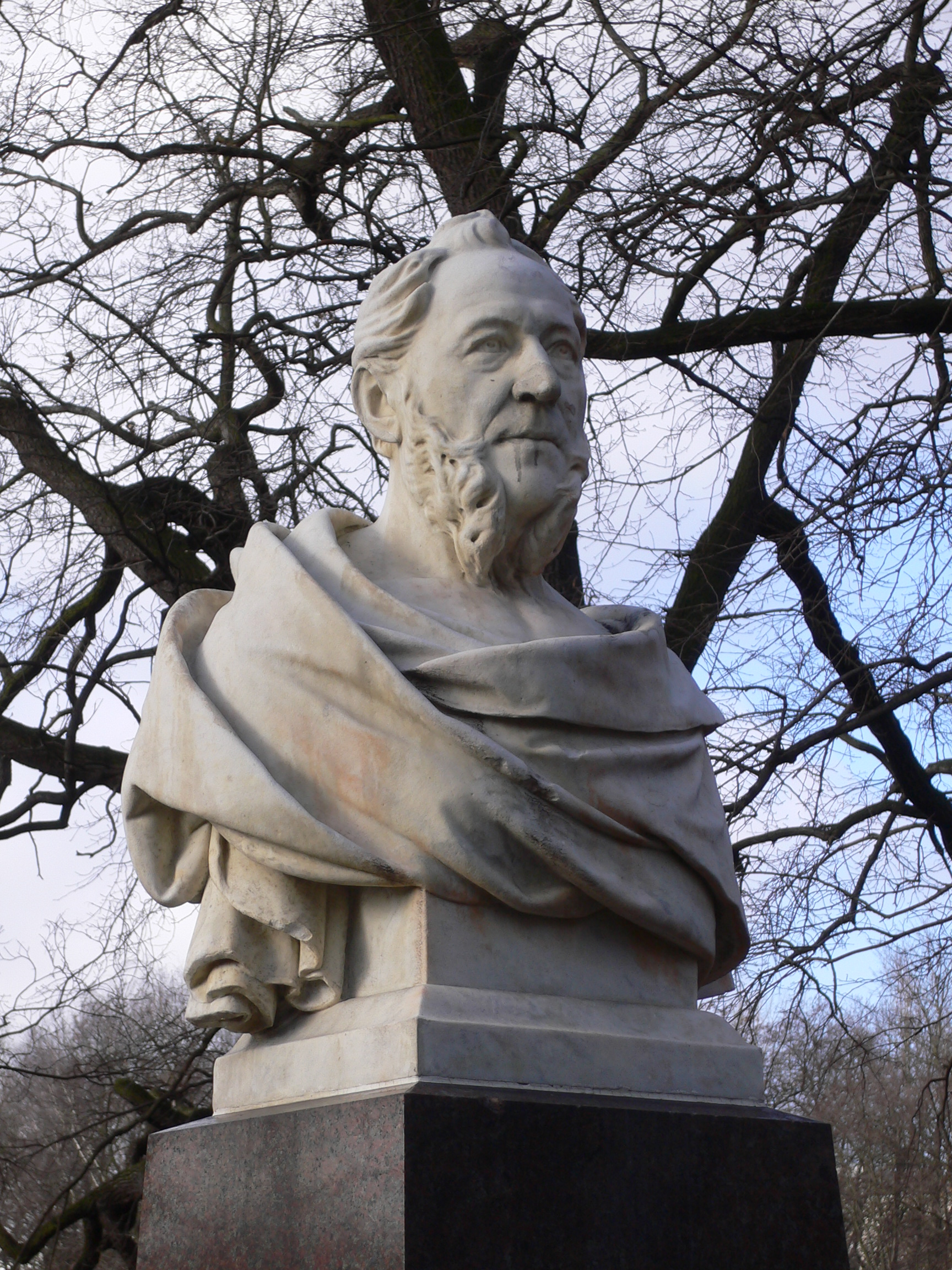
Buste de Gustav Meyer au parc de Treptow

- (de) Cet article est partiellement ou en totalité issu de l’article de Wikipédia en allemand intitulé « Albert Manthe » (voir la liste des auteurs).